# Frederic Kipping
Frederic Stanley Kipping, född 16 augusti 1863 i Manchester, död 1 maj 1949 i Criccieth, var en brittisk kemist.
Frederic Kipping studerade vid Owen's College i Manchester och därefter bland annat vid universitetet i München, blev assistent vid Heriot-Watt College i Edinburgh 1887, blev chefsassistent i kemi vid City and Guilds of London Institute 1891 och var 1898–1936 professor i kemi vid University College i Nottingham. Kipping gjorde sig känd för sin syntes av alkylkiselklorider, grundläggande för senare tekniker att framställa silikonplaster. Han utgav tillsammans med William Henry Perkin den yngre ett flertal läroböcker i organisk och oorganisk kemi.